# طب وقائي واجتماعي
طب وقائي واجتماعي هو فرع من فروع الطب يتعامل مع تقديم الخدمات الصحية في مجالات الوقاية وتعزيز وعلاج الأمراض التأهيلية. تساعد الدراسات في الطب الوقائي والاجتماعي في توفير الرعاية الموجهة، والطب في مجال الصحة البيئية، وتقديم الخدمات العلمية، وصياغة السياسات القانونية، والاستشارات، والبحث في العمل الدولي. في حين أن مجالات الطب الأخرى تتعامل في المقام الأول مع الصحة الفردية، يركز الطب الوقائي على صحة المجتمع، مع توجيه الجهود الفردية نحو مجموعات صغيرة، ومجموعات سكانية بأكملها، وأي حجم للمجموعة بينهما.

## تاريخ وأهداف
يهتم الطب الوقائي والاجتماعي في المقام الأول بتقديم خدمة صحية متكاملة في مجال التأهيل والعلاج والوقائية والتعزيز في مجال القطاع الصحي. لقد تم تصميم الطب الوقائي والاجتماعي على مستوى المجتمع بخلاف مجالات الطب الأخرى التي تهتم بالأفراد. غالبًا ما يتعامل هذا الفرع من الطب مع تحسين الصحة العامة.

## مسؤوليات
تتضمن ممارسة الطب الوقائي والاجتماعي في كثير من الأحيان إدارة وتقييم البيئة المحيطة. تشمل المسؤوليات الرئيسية لممارس الطب الوقائي ما يلي:
- تقديم خدمات متخصصة لصحة الناس في مجموعات سكانية محددة.[6]
- المساعدة في الوقاية من الأمراض من خلال حماية الصحة والحفاظ عليها.[7]
- المساعدة في الوقاية من الإعاقة والوفاة المبكرة.
- إدارة وتقييم الصحة المتعلقة بالعوامل البيئية أو المهنية.[8]

يغطي مجال الطب الوقائي مجموعة واسعة من الممارسات الطبية.

## تعليم
يجب على أطباء الطب الوقائي الحصول على درجة الدكتوراه في الطب – دكتوراه في الطب، أو دكتوراه، أو بكالوريوس الطب والجراحة. يخضع طبيب الطب الوقائي لبرنامج إقامة متعدد السنوات مماثل للأطباء المتخصصين في مجالات أخرى، مثل الجراحة أو الأشعة.
قد يكون لدى المتخصصين الآخرين في الطب الوقائي والاجتماعي درجة البكالوريوس أو درجة الماجستير أو أي شكل آخر من أشكال درجة الدكتوراه. المجال متعدد التخصصات، وبالتالي فيه خليط من المتخصصين والأدوار، مثل أخصائيي الطب الشرعي.

## أنظر أيضا
- الرعاية الصحية الوقائية
- الصحة العامة